# Distretto di Delhi Nord Ovest
Il distretto di Delhi Nord Ovest è un distretto di Delhi, in India, di 2 847 395 abitanti. La sede del distretto è situata nel quartiere di Saraswati Vihar.